# Henri Claudel
Pour les articles homonymes, voir Claudel.
Henri Claudel, né le 13 janvier 1871 à Saulxures-sur-Moselotte (Vosges) et mort le 20 février 1956 à Nice (Alpes-Maritimes), est un général de division français, grand-croix de la Légion d'honneur, médaillé militaire. 
Il se distingue au cours de la Première Guerre mondiale comme commandant d'une division d'infanterie puis d'un corps d'armée. Après la guerre, il est Inspecteur général des troupes coloniales de 1925 à 1936.

## Biographie

### Début de carrière
Claudel est promu lieutenant-colonel le 24 septembre 1911, avant d’être affecté au 3e régiment de tirailleurs sénégalais le 24 février 1913.  Il est fait chevalier de la Légion d’honneur le 11 mai 1913.

### Première Guerre mondiale
Il est promu colonel le 1er novembre 1914 et reçoit le commandement du 3e Régiment d’infanterie coloniale. Le 6 décembre, il est affecté au commandement du 33e régiment d’infanterie avant de prendre le commandement de la 65e brigade d’infanterie le 10 janvier 1915. Le 31 août, Claudel est nommé chef d’état-major de la région fortifiée de Verdun et, le 11 octobre, il assume le même rôle au sein du groupe d’armées de l’Est. Il devient second aide de camp de l’état-major général de l’armée française le 22 janvier 1916 et le 1er octobre, il est promu général de brigade, puis officier de la Légion d’honneur le 28 octobre. Du 17 décembre 1916 au 2 mai 1917, Claudel occupe le poste de second aide de camp de l’état-major général des armées du Nord et du Nord-Est. Le 20 mai, il est nommé commandant de la 59e division d’infanterie, poste qu’il occupe jusqu’à sa promotion au grade de général de division et commandant du 17e corps d’armée le 10 juin 1918.

### Commandant de l'armée française d'Orient (1919-1920)
Il reste avec le 17e corps après la fin de la Première Guerre mondiale jusqu’au 1er mars 1919, date à laquelle il reste sans affectation jusqu’à ce qu’il soit nommé en août commandant de l'armée du Danube puis de l'armée  d'Orient et des troupes alliées en Bulgarie. Il quitte ce poste le 8 avril 1920.

### Commandant supérieur des troupes de l'AOF (1922-1924)
Promu commandeur de la Légion d’honneur le 16 juin 1920, il est en disponibilité jusqu’au 12 novembre, date à laquelle il devient membre du comité consultatif sur la défense coloniale. Le 17 mars 1922, il est nommé commandant supérieur des troupes de l'Afrique-Occidentale française (AOF), à Dakar, poste qu’il occupe jusqu’au 23 février 1924.

### Inspecteur général des troupes coloniales et membre du conseil supérieur de la guerre (1925-1936)
Le 17 octobre 1924, il est nommé commandant du corps d'armée colonial français puis, du 3 juin 1925 au 13 janvier 1936, il succède au général Charles Mangin comme inspecteur général des troupes coloniales, poste qu’il occupe en même temps qu’il préside le comité consultatif de défense des colonies. 
Il est élevé à la dignité de grand officier de la Légion d’honneur le 21 décembre 1926 et du 5 décembre 1927 au 13 janvier 1936, date à laquelle il est inscrit sur la liste de réserve, Claudel est membre du conseil supérieur de la guerre. 
Le 30 décembre 1933, il est fait grand-Croix de la Légion d’honneur puis décoré de la médaille militaire le 11 juillet 1935.

## Grades
- 24/09/1911 : lieutenant-colonel
- 01/11/1914 : colonel
- 01/10/1916 : général de brigade
- 10/06/1918 : général de division

## Décorations

### Décorations françaises
|  |  |  |
|  |  |  |

- Médaille militaire (11 juillet 1935)
- Grand-croix de la Légion d'honneur(30/12/33)
  - Chevalier (11/05/10)
  - Officier (28/10/15),l
  - Commandeur (16/06/20)
  - Grand officier (21/12/26),
- Croix de guerre 1914-1918
- Médaille interalliée 1914-1918
- Médaille commémorative de la Grande Guerre
- Médaille coloniale avec agrafe de vermeil Maroc 1925 et agrafes Sénégal et Soudan Côte d'Ivoire A.O.F. Mauritanie et Adrar

### Décorations étrangères
- Commandeur de l'ordre de Léopold ( Belgique)
- Croix de guerre belge 1914-1918 ( Belgique)
- Distinguished Service Medal ( États-Unis)
- Grand-croix de l'ordre du Ouissam alaouite ( Maroc)

## Postes
- 24/02/1913 : affecté au  3e Régiment de Tirailleurs Sénégalais
- 01/11/1914 : commandant du 3e Régiment d'Infanterie Coloniale
- 06/12/1914 : commandant du 33e Régiment d'Infanterie
- 10/01/1915 : commandant de la 65e Brigade d'Infanterie
- 31/08/1915 : chef d'état-major de la Région fortifiée de Verdun
- 11/10/1915 : chef d'état-major du groupe d'armées de l'Est
- 22/01/1916 : deuxième aide major général des armées françaises puis, le 17/12/1916 deuxième aide major général des armées du Nord et du Nord-Est
- 02/05/1917 : en disponibilité.
- 20/05/1917 : commandant de la  59e Division d'Infanterie
- 10/06/1918 : commandant du 17e Corps d'Armée
- 27/10/1918 : commandant du 2e Corps d'Armée Colonial
- 01/03/1919 : en disponibilité.
- 20/05/1919 : commandant de l'armée française d'Orient.
- 08/04/1920 : en disponibilité.
- 12/11/1920 : membre du Comité consultatif de défense des colonies.
- 17/03/1922 : commandant supérieur des troupes du groupe de l'Afrique Occidentale Française.
- 23/02/1924 : en disponibilité.
- 17/10/1924 : commandant du Corps d'Armée Colonial
- 03/06/1925 - 13/01/1936 : inspecteur général des Troupes Coloniales.
  - 10/06/1925 - 13/01/1936 : président du Comité consultatif de défense des colonies.
  - 12/05/1927 - 13/01/1936 : membre du Conseil Supérieur de la Guerre.
- 13/01/1936 : placé dans la section de réserve.